# Kville socken
Kville socken i Bohuslän ingick i Kville härad och är sedan 1971 en del av Tanums kommun, från 2016 inom Kville och Fjällbacka distrikt.
Socknens areal är 173,95  kvadratkilometer, varav 172,33 land. År 2000 fanns här 3 599 invånare. Tätorterna Hamburgsund, Rabbalshede och Fjällbacka samt sockenkyrkan Kville kyrka ligger i socknen.

## Administrativ historik
Kville socken har medeltida ursprung. Tidigt införlivades Vrems socken.
Vid kommunreformen 1862 övergick socknens ansvar för de kyrkliga frågorna till Kville församling och för de borgerliga frågorna bildades Kville landskommun. Landskommunen utökades 1952 och uppgick 1971 i Tanums kommun. 1995 utbröts Fjällbacka församling.
1 januari 2016 inrättades distrikten Kville och Fjällbacka, med samma omfattning som motsvarande församlingar hade 1999/2000 och fick 1995, och vari detta sockenområde ingår.
Socknen har tillhört län, fögderier, tingslag och domsagor enligt vad som beskrivs i artikeln Kville härad. De indelta soldaterna tillhörde Bohusläns regemente, Tanums kompani och de indelta båtsmännen tillhörde 1:a Bohusläns båtsmanskompani.
Vid en brand i Kville prästgård 1904 förstördes pastoratets arkiv och därmed kyrkböcker för släktforskning.

## Geografi och natur
Kville socken ligger vid kusten av Skagerack och omfattar en skärgård med öar som Dyngön, Valön, Hjärterön, Hamburgö, Jakobsö och Väderöarna. Socknen har odlingsbygd i smala dalar och har i övrigt starkt kuperade bergshöjder delvis kala och delvis skogbeväxta.
Socknen ligger söder om Tanums socken, väster om Mo socken och norr om Svenneby socken och Bottna socken.
I socknen finns flera naturreservat. Jorefjorden ingår i EU-nätverket Natura 2000. Hjärteröarkipelagen, Norra Ejgde randlövskog och Trättestads naturreservat är kommunala naturreservat liksom Väderöarna som delas med Tanums socken.
En sätesgård var Stora Vrems säteri.
Mellan 1904 och 1918 fanns Kville härads tingsställe i Hede. Gästgiverier fanns vid Rabbalshede, som var häradets tingsställe från 1684 till 1903, samt i Fjällbacka och i kyrkbyn Kville.

## Fornlämningar
Cirka 200 boplatser, dösar och hällkistor från stenåldern har påträffats. Från bronsåldern finns flera gravrösen, skålgropsförekomster och cirka 225 hällristningar. Från järnåldern finns 35 gravfält.

## Befolkningsutveckling
Befolkningen ökade från 3159 1810 till 6607 1880 varefter den minskade till 2368 1970 då den var som minst under 1900-talet.

## Namnet
Namnet skrevs 1315 Kuilda och kommer från kyrkbyn. Namnet innehåller kvill', 'gran av å; (plats för) sammanflöde av vattendrag' syftande på ett sådan vid kyrkbyn.